# لورين آشبورن
لورين آشبورن (بالإنجليزية: Lorraine Ashbourne)‏ هي ممثلة بريطانية، ولدت في 1961 بمانشستر في المملكة المتحدة.

## أعمال

### أفلام
- (2015) الطفل 44[1][2]

### مسلسلات
- جاسوس لندن

## وصلات خارجية
- لورين آشبورن على موقع IMDb (الإنجليزية)
- لورين آشبورن على موقع ميوزك برينز (الإنجليزية)
- لورين آشبورن على موقع أول موفي (الإنجليزية)
- لورين آشبورن على موقع قاعدة بيانات الفيلم (الإنجليزية)
- لورين آشبورن على موقع كينوبويسك (الروسية)